# Vincenzo Nibali
Vincenzo Nibali ([vin'tʃentso 'nibali]; * 14. November 1984 in Messina) ist ein ehemaliger italienischer Radrennfahrer.
Seine größten Erfolge waren die Gesamtsiege bei der Vuelta a España 2010, beim Giro d’Italia 2013 und 2016 sowie bei der Tour de France 2014. Außerdem hat er die beiden Monumente des Radsports Il Lombardia und Mailand–San Remo gewonnen. Aufgrund seiner Herkunft wird Vincenzo Nibali auch Lo squalo di Messina (Der Hai von Messina) oder Lo squalo dello Stretto genannt (von ital. Lo stretto di Messina – die Straße von Messina).

## Karriere
Bei den Straßenweltmeisterschaften 2002 in Zolder gewann Vincenzo Nibali die Bronzemedaille im Einzelzeitfahren der Junioren. Diesen Erfolg wiederholte er 2004 in Verona, diesmal in der U23-Klasse. Dazwischen konnte er noch zwei Etappen bei Linz–Passau–Budweis und eine bei der Toskana-Rundfahrt der U23 gewinnen.
Zur Saison 2005 erhielt Nibali einen Vertrag bei dem italienischen ProTeam Fassa Bortolo. Bei der Settimana Internazionale gewann er mit seinem Team das Mannschaftszeitfahren. Am Ende wurde er Etappenzweiter hinter Chris Horner. 2006 wechselte Nibali zur Liquigas-Mannschaft und konnte bei der Settimana Internazionale eine Etappe für sich entscheiden. Seinen bis dahin größten Erfolg feierte er mit dem Sieg beim ProTour-Rennen GP Ouest France.

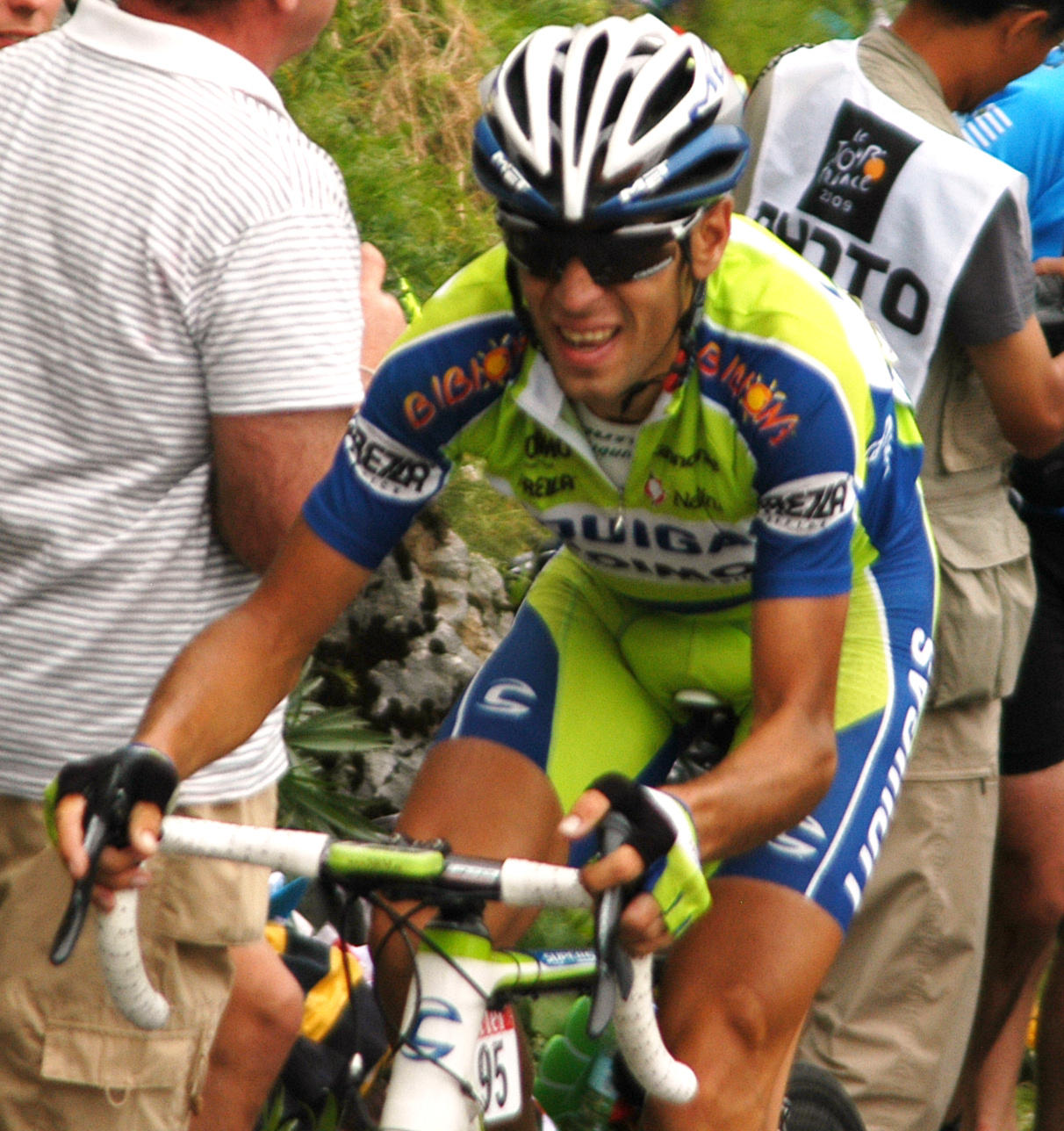
Vincenzo Nibali bei der Tour de France 2009

Beim Giro d’Italia 2010 gewann er mit seinem Team Liquigas-Doimo das Mannschaftszeitfahren und übernahm dadurch für drei Tage das Maglia Rosa. Nach einem Abfahrtssolo vom Monte Grappa entschied er die 14. Etappe für sich. Er beendete die Rundfahrt mit 2:37 Minuten Rückstand auf seinen Teamkapitän Ivan Basso auf dem dritten Gesamtrang. Ende September 2010 gewann er mit der Vuelta a España zum ersten Mal die Gesamtwertung einer dreiwöchigen Landesrundfahrt, blieb dabei allerdings ohne Etappenerfolg.
Nachdem er im Jahr 2011 kein einziges Rennen hatte gewinnen können, gelang ihm im Jahre 2012 ein Etappensieg und der Gesamtsieg beim Frühjahresetappenrenen Tirreno–Adriatico. Er beendete die Tour de France 2012 als Dritter und stand damit im Alter von 27 Jahren bei allen drei Landesrundfahrten auf dem Podium.

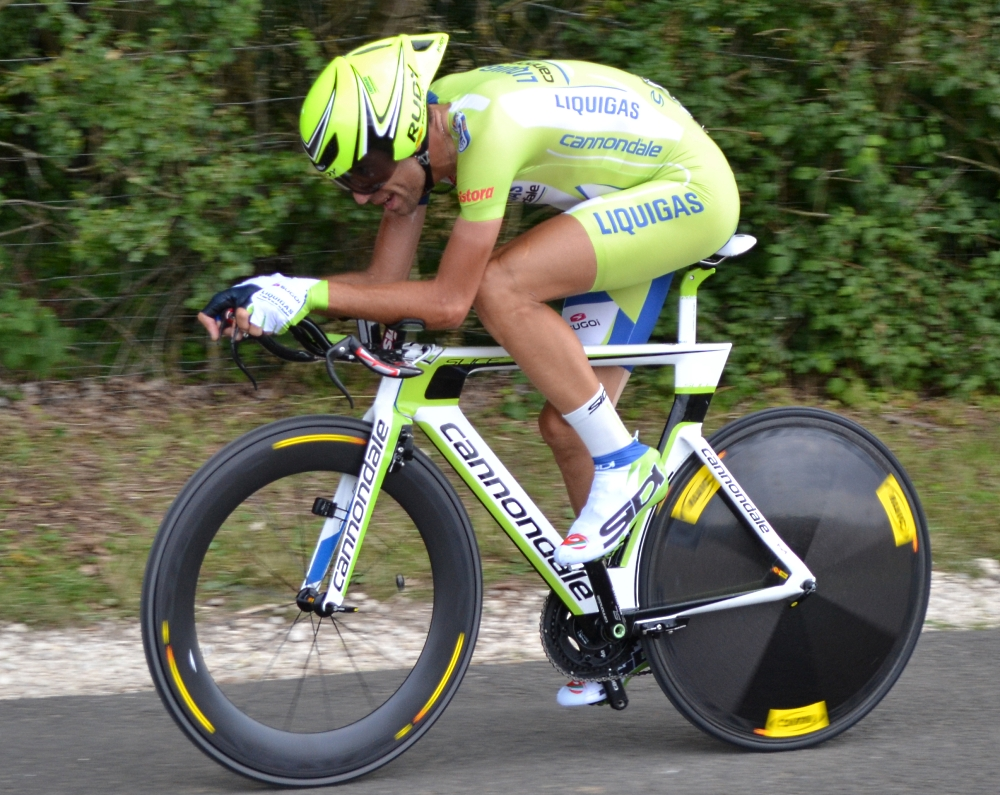
20. Etappe der Tour de France 2012

Ende 2012 wechselte er zum kasachischen Astana Pro Team und ersetzte dort den bisherigen Kapitän und Olympiasieger Alexander Winokurow, der seine Karriere beendete. Für sein neues Radsportteam konnte er direkt seinen Titel bei Tirreno–Adriatico verteidigen, blieb dabei aber ohne Etappenerfolg.
Im Mai 2013 fuhr Nibali den Gesamtsieg beim Giro d’Italia ein. Dabei trug er das Rosa Trikot des Gesamtführenden ab der achten Etappe und entschied den 18. Tagesabschnitt, ein 20 km langes Bergzeitfahren, und die 20. Etappe für sich. Er ist der erste Süditaliener, der den Gesamtsieg bei der Italien-Rundfahrt herausfahren konnte. Bei der Vuelta a España 2013 wurde Vincenzo Nibali Gesamtzweiter und gewann das Mannschaftszeitfahren. Überraschend geschlagen wurde er vom fast 42-jährigen Amerikaner Chris Horner, der vor allem in den Bergetappen stärker war. Ebenfalls erwähnenswert ist, dass Nibali bei seinen unterdessen vier Teilnahmen an der Spanienrundfahrt (einmal Sieger, einmal Zweiter, einmal Gesamtsiebter und einmal wurde er disqualifiziert) noch nie eine Etappe (außer einem Mannschaftszeitfahren) für sich entscheiden konnte. Bei den UCI-Straßen-Weltmeisterschaften 2013 im eigenen Land belegte Nibali im Straßenrennen den vierten Platz.

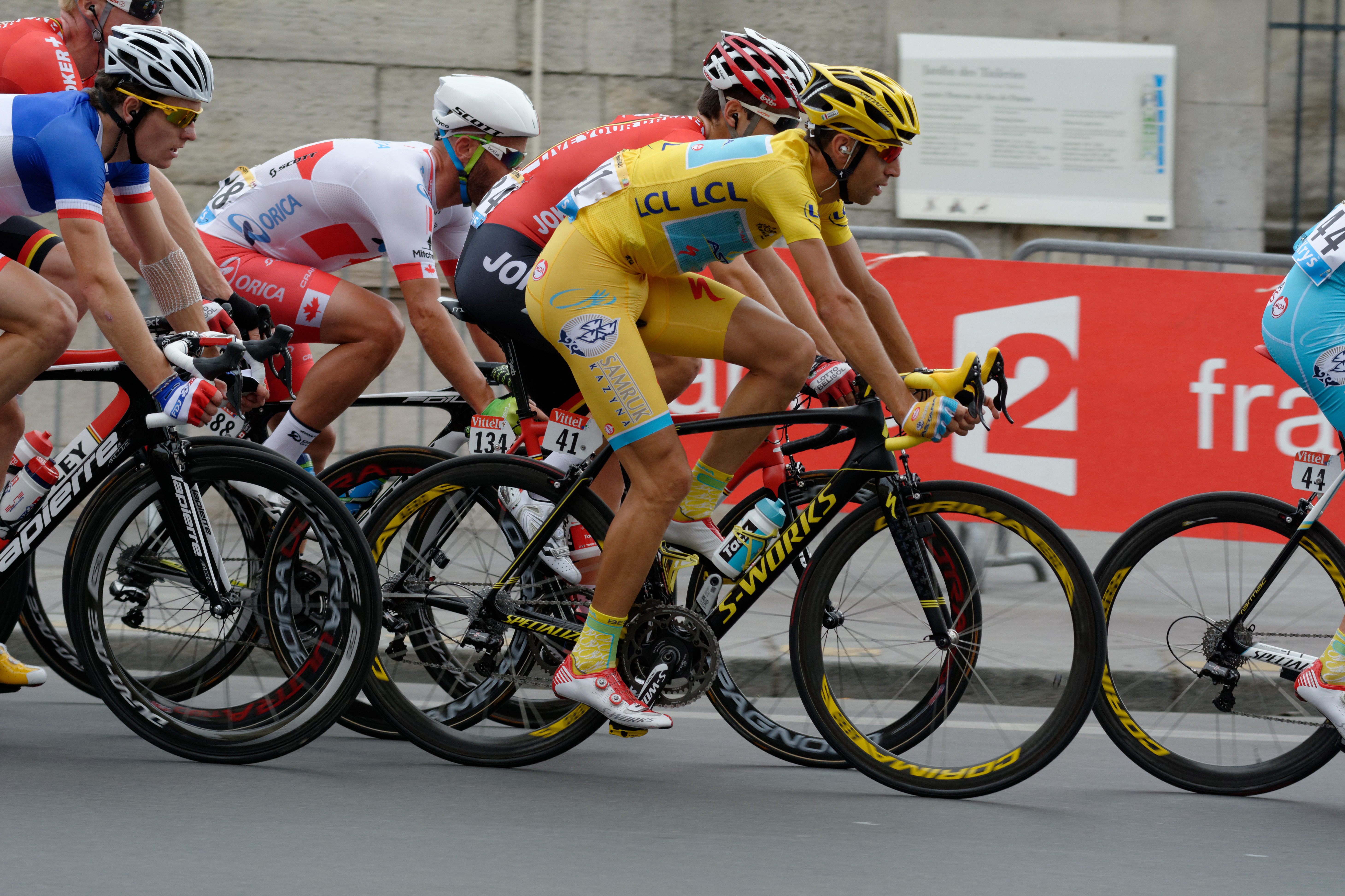
Nibali am Place de la Concorde während der 21. Etappe der Tour de France 2014

2014 wurde Nibali zunächst italienischer Meister im Straßenrennen und konnte kurz darauf die Tour de France mit einem Vorsprung von fast acht Minuten für sich entscheiden. Dies war der größte Vorsprung seit Jan Ullrich 1997. Nibali gewann vier Etappen und trug 18 Tage das Gelbe Trikot. Dabei profitierte er von den sturzbedingten Aufgaben seiner Konkurrenten Chris Froome und Alberto Contador. Nibali ist erst der sechste Fahrer der alle drei Grand Tours mindestens einmal gewonnen hat.
Vor der Tour de France 2015 wurde Nibali wiederum italienischer Meister. Er konnte seinen Vorjahressieg der Tour nicht wiederholen, nachdem er bereits zu Beginn der Rundfahrt durch einen Sturz und in den Pyrenäen viel Zeit verloren hatte. Auch im weiteren Verlauf konnte er dem späteren Sieger Chris Froome nicht gefährlich werden, doch Nibali steigerte sich. Auf der 19. Etappe konnte er nach einer Soloflucht seine einzige Etappe gewinnen, und beendete die Rundfahrt mit rund acht Minuten Rückstand auf Rang vier. Bei der anschließenden Vuelta a España wurde er nach der zweiten Etappe disqualifiziert, weil er sich von einem Teamfahrzeug ziehen ließ, um einen sturzbedingten Rückstand aufzuholen. Zum Saisonende konnte er drei Siege bei italienischen Eintagesrennen einfahren: Er gewann die Coppa Bernocchi sowie die Tre Valli Varesine und wurde anschließend seiner Favoritenrolle beim Klassiker Il Lombardia gerecht, als er als Solist nach einer Attacke auf der vorletzten Abfahrt zum ersten Mal in seiner Karriere ein Monument des Radsports gewann.

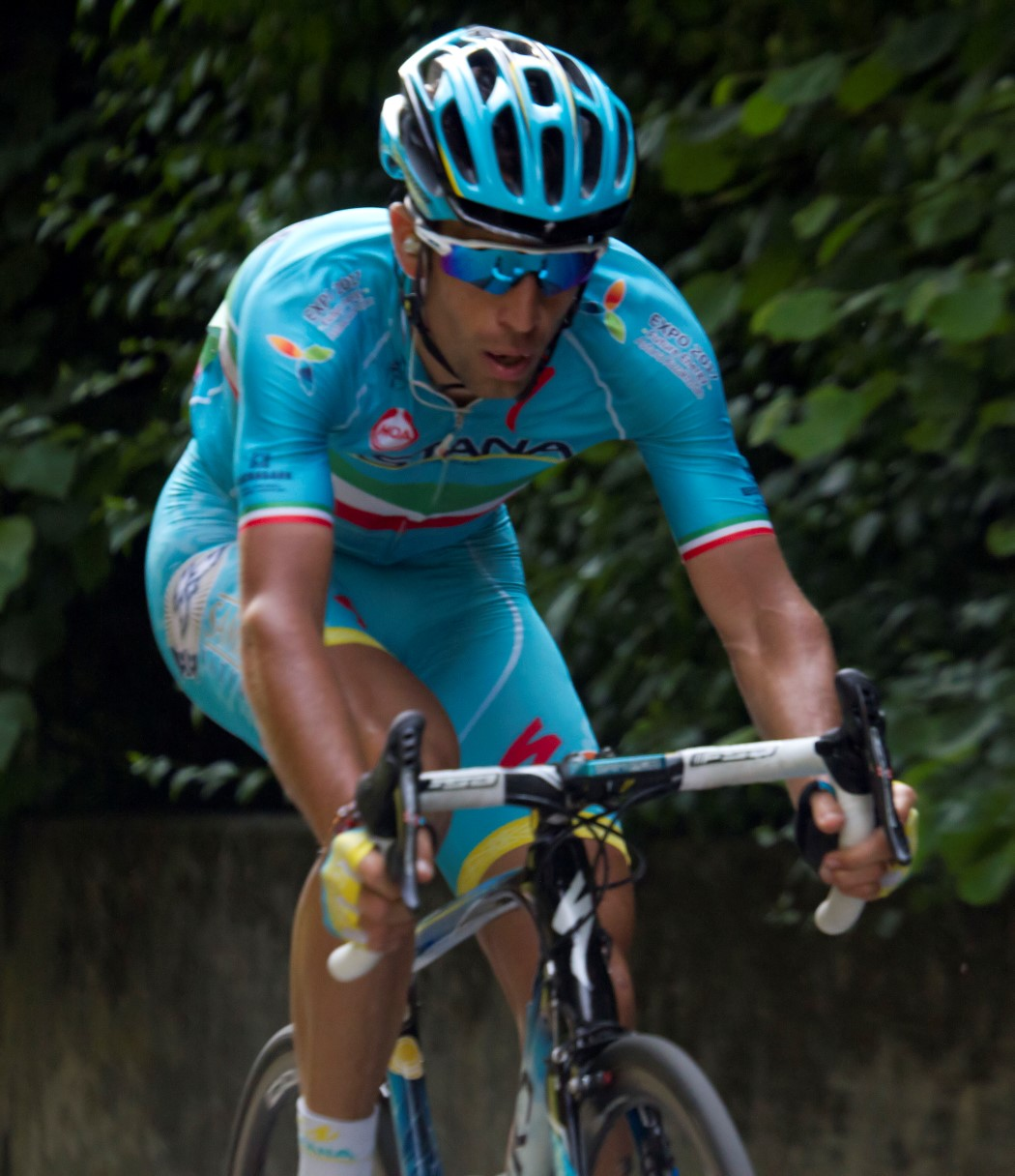
Nibali beim Giro d’Italia 2016

Beim Giro d’Italia 2016 blieb Nibali zunächst hinter den Erwartungen der Öffentlichkeit zurück, verbesserte sich aber in der dritten Rennwoche. Nach einem selbstverschuldeten Sturz des bis dahin klaren Gesamtführenden Steven Kruijswijk auf einer Abfahrt gewann er die Bergankunft der 19. Etappe nach Risoul. Am nächsten Tag griff er den neuen Träger des Rosa Trikots Esteban Chaves am vorletzten Berg an, distanzierte ihn entscheidend und sicherte sich damit seinen zweiten Gesamtsieg bei der Italienrundfahrt nach 2013. Nachdem Nibali die Tour de France 2016 als Domestik für seinen Teamkollegen Fabio Aru bestritten und als 30. beendet hatte, war er der Kapitän der italienischen Mannschaft im olympischen Straßenrennen. Nach einer Attacke lag er auf der letzten Abfahrt zusammen mit Rafał Majka und Sergio Henao in Führung, stürzte jedoch und brach sich beide Schlüsselbeinknochen.
Zur Saison 2017 wechselte Nibali zum neu gegründeten Team Bahrain-Merida, für das er beim Giro d’Italia 2017 den dritten und bei der
Vuelta a España 2017 den zweiten Platz erzielte. Bei beiden Grand Tours gewann er jeweils eine Etappe. Zum Saisonende gewann er zum zweiten Mal nach 2015 Il Lombardia, nachdem er auf der vorletzten Abfahrt seinen letzten Begleiter Thibaut Pinot abgeschüttelt hatte.
2018 gewann Nibali mit Mailand–Sanremo nach einer Soloattacke sieben Kilometer vor dem Ziel im Anstieg zum Poggio di Sanremo ein weiteres Monument. Die Tour de France 2018 musste er nach einem Sturz auf der 12. Etappe aufgrund eines Wirbelbruchs aufgeben. Nibali, der auf Rang vier der Gesamtwertung lag, startete nicht mehr zur 13. Etappe.
Nachdem Nibali beim Giro d’Italia 2019 mit einem Rückstand von 1:05 Minuten auf Richard Carapaz Gesamtzweiter geworden war, konnte er bei der anschließenden Tour de France 2019 nicht in den Kampf um die Gesamtwertung eingreifen, gewann jedoch nach einer Soloflucht die letzte Bergankunft der 20. Etappe.
In den Jahren 2020 und 2021 fuhr Nibali für das Team Trek-Segafredo, wobei Platz sieben beim Giro d’Italia 2020 sein wichtigstes Rennergebnis war. Anschließend wechselte er zum Astana Qazaqstan Team. Am 11. Mai 2022 erklärte er nach der 5. Etappe des Giro d’Italia 2022 in seiner Heimatstadt zum Saisonende seinen Rücktritt vom Profiradsport an. Er beendete seinen letzten Giro d’Italia als Gesamtvierter. Nach seinem letzten internationalen Straßenrennen, der Lombardei-Rundfahrt 2022, die er als 24. beendete, kündigte er an, 2023 noch Mountainbike- und Gravelrennen bestreiten zu wollen, u. a. mit seinem ehemaligen Teamkollegen Ivan Santaromita das Cape Epic.

## Familie
Vincenzo Nibalis Bruder Antonio ist ebenfalls Radrennfahrer.

## Erfolge
2006
- GP Ouest France-Plouay
- eine Etappe Settimana Internazionale

2007
- Gran Premio Larciano
- Giro di Toscana
- zwei Etappen und Punktewertung Tour de Slovénie
- Nachwuchswertung Giro del Trentino

2008
- Gesamtwertung und eine Etappe Giro del Trentino

2009
- Giro dell’Appennino
- Gran Premio Città di Camaiore

2010
- Gesamtwertung und eine Etappe Tour de San Luis
- eine Etappe und Mannschaftszeitfahren Giro d’Italia
- Gesamtwertung und eine Etappe Tour de Slovénie
- Gesamtwertung, eine Etappe und Kombinationswertung Vuelta a España

2011
- eine Etappe Giro d’Italia

2012
- eine Etappe Tour of Oman
- Gesamtwertung und eine Etappe Tirreno–Adriatico
- Gesamtwertung, eine Etappe und Bergwertung Giro di Padania

2013
- Gesamtwertung Tirreno–Adriatico
- Gesamtwertung, eine Etappe und Bergwertung Giro del Trentino
- Gesamtwertung und zwei Etappen Giro d’Italia
- Mannschaftszeitfahren Vuelta a España

2014
- Italienischer Meister – Straßenrennen
- Gesamtwertung und vier Etappen Tour de France

2015
- Italienischer Meister – Straßenrennen
- eine Etappe Tour de France
- Coppa Bernocchi
- Tre Valli Varesine
- Il Lombardia

2016
- Gesamtwertung und eine Etappe Tour of Oman
- Mannschaftszeitfahren Giro del Trentino
- Gesamtwertung und eine Etappe Giro d’Italia

2017
- Gesamtwertung Kroatien-Rundfahrt
- eine Etappe Giro d’Italia
- eine Etappe Vuelta a España
- Il Lombardia

2018
- Mailand–Sanremo

2019
- eine Etappe Tour de France

2021
- Gesamtwertung Giro di Sicilia

## Grand-Tour-Platzierungen
| Grand Tour            | 2007 | 2008 | 2009 | 2010 | 2011 | 2012 | 2013 | 2014 | 2015 | 2016 | 2017 | 2018 | 2019 | 2020 | 2021 | 2022 |
| --------------------- | ---- | ---- | ---- | ---- | ---- | ---- | ---- | ---- | ---- | ---- | ---- | ---- | ---- | ---- | ---- | ---- |
| Giro d’ItaliaGiro     | 19   | 11   | –    | 3    | 2    | –    | 1    | –    | –    | 1    | 3    | –    | 2    | 7    | 18   | 4    |
| Tour de FranceTour    | –    | 20   | 7    | –    | –    | 3    | –    | 1    | 4    | 30   | –    | DNF  | 39   | –    | DNF  | –    |
| Vuelta a EspañaVuelta | –    | –    | –    | 1    | 7    | –    | 2    | –    | DSQ  | –    | 2    | 59   | –    | –    | –    | 45   |

## Auszeichnungen
Italiens Sportler des Jahres (La Gazzetta dello Sport): 2013, 2014 sowie Weltsportler des Jahres 2014, 2018 Aufnahme in die Kategorie „Legende“